# Кри (народ)
Кри (англ. Cree, фр. Cri, самоназвание — nehiyawak) — этническая общность в Северной Америке. Территория расселения племён кри в XVII—XVIII веках простиралась от Гудзонова залива и залива Джеймс на востоке до Альберты и Большого Невольничьего озера на западе. К началу XXI века племена кри проживают на территории США (равнинные кри) и Канады, в которой являются самой распространённой и многочисленной аборигенной языковой группой.
Язык кри, использующий в записи латиницу и канадское слоговое письмо и распадающийся на множество диалектов, относится к алгонкинской подсемье в составе алгских языков. Он стал одной из составляющих смешанного языка мичиф, на котором говорят канадские метисы.

## Название
Название «кри» происходит от алгонкинского экзонима Kirištino˙, которое оджибва использовали для обозначения племён, чуждым им и живущим вокруг Гудзонова залива. Французские колонисты для обозначения кри использовали такие слова, как килистинон, киристинон, книстено, кристено и кристино (фр. Kristineaux); в конце концов осталась только начальная часть — Kri. Это название использовали для обозначения многочисленных племён, с которыми они столкнулись к северу от озера Верхнее (в Манитобе) и к западу от него.
Различные общины, составляющие народ кри, именуют себя и своих сородичей различными словами. Равнинные кри и аттикамеки называют себя, используя современные формы исторического nêhiraw, а именно — nêhiyaw и nêhirawisiw, соответственно. Лосиные кри, восточные кри, наскапи и монтанье называют себя, используя современные диалектные формы исторического iriniw, означающего «человек». Лосиные кри используют форму ililiw, прибрежные восточные кри и наскапи — iyiyiw (различные варианты написания — iiyiyiu, iiyiyuu и eeyou), внутренние восточные кри — iyiniw (различные варианты написания — iinuu и eenou), а монтагнайцы — ilnu и innu, в зависимости от диалекта. Кри используют слова «кри», «кри», «наскапи» или «монтанье »для обозначения своего народа только тогда, когда говорят на французском или английском языках.

## Язык
Кри — группа близкородственных языков алгонкинской подсемьи алгских языков, распространённая в Канаде от Альберты до Лабрадора. Всего на кри говорит около 117 тысяч человек. У каждого из подгрупп язык имеет свое название:
- nêhiyawêwin ᓀᐦᐃᔭᐍᐏᐣ (равнинные кри)
- nīhithawīwin ᓃᐦᐃᖬᐑᐏᐣ (лесные кри)
- nêhinawêwin ᓀᐦᐃᓇᐌᐎᐣ (западные болотные кри)
- ininîmowin ᐃᓂᓃᒧᐎᓐ (восточные болотные кри)
- ililîmowin ᐃᓕᓖᒧᐎᓐ (кри-лоси)
- iyiniu-Ayamiwin ᐄᓅ ᐊᔨᒨᓐ (южные восточные кри)
- iyiyiu-Ayamiwin ᐄᔨᔫ ᐊᔨᒨᓐ (северные восточные кри)
- nehirâmowin (атикамеки)

Для записи своего языка кри используют латиницу и канадское слоговое письмо.

## География, расселение и подгруппы
Деление на различные группы у кри происходит в зависимости от территории и диалекта. Всего выделяют 8 таких групп:
- Наскапи (англ. Naskapi) и монтанье (англ. Montagnais), вместе именуемые инну (Innu) проживают на большой части восточной части провинций Квебек и Лабрадор, сами они называют эти земли Нитассинан (Nitassinan). Отличие обоих групп — в образе жизни: если большинство наскапи предпочитают кочевой образ жизни, охотясь на карибу, то монтанье — оседлые, имеют больше поселений. Общая численность этих двух групп в 2003 году составляла около 18 000 человек, из которых 15 000 проживали в Квебеке. Их диалект отличается от обычного языка кри намного больше, чем у других подгрупп.
- Атикамеки (англ. Atikamekw) живут в Квебеке, в окрестностях реки Сен-Морис. Свою территорию именуют Нитаскинан, что переводится как «Наша земля». Число представителей — примерно 8000 человек.
- Восточные кри (англ. East Cree) проживают в Северном Квебеке, в районе Эйоу-Истчи и Нунавик. Общая численность — 18 тысяч человек.
- Кри Лоси[6] (англ. Moose Cree) — главным центром их средоточия является община Мус-Фактори на одноимённом острове в южной части залива Дрейка.
- Болотные Кри (англ. Swampy Cree) имеют множество самоназваний (Néhinaw, Maskiki Wi Iniwak, Mushkekowuk, Maškékowak и Maskekon). Проживают в северной Манитобе вдоль побережья Гудзонова залива и прилегающих внутренних районов на юге и западе, а также в Онтарио вдоль побережья Гудзонова и залива Джеймс. На диалекте «болотных» разговаривают 4500 человек.
- Лесные и Роки Кри (англ. Woodland Cree, Rocky Cree) — группа, живущая на севере Альберты, Манитобы и Саскачевана.
- Равнинные кри (англ. Plains Cree) — 34 000 человек в Манитобе, Саскачеване, Альберте и Монтане.

## История
Племена, в настоящее время объединяемые понятием «кри», населяли северо-восточную часть Северной Америки на протяжении нескольких тысячелетий, будучи рассредоточены по всей территории региона и не создавая больших популяций.
Первые контакты кри с европейцами в районе залива Джеймс упоминаются иезуитами около 1640 года. После возникновения в 1670-е годы факторий, занимавшихся пушной торговлей, началась экономическая миграция индейских племён с целью активней участвовать в этой торговле. Кри перекочёвывали ближе к факториям, занимаясь охотой в их окрестностях и постепенно втягиваясь в экономику европейских поселений как наёмные работники. На этом фоне католическими священниками велась миссионерская деятельность.
К моменту прихода в Северную Америку европейцев племена кри условно разделялись на две больших группы. Лесные, или болотные, кри (маскигон) были племенами охотников-собирателей, в рацион которых входили зайчатина и, реже, мясо более крупной дичи — карибу, лося, медведя. Социальная структура племён основывалась на связанных родственными отношениями семьях; более многочисленные объединения могли формироваться для военных действий. Лесные кри исповедовали анимизм, веруя в духов предков и животных, шаманы пользовались в их племенах значительным влиянием, действовали многочисленные табу. В мифологии кри был популярен образ трикстера. Лесные кри использовали для передвижения каноэ в летнее время и снегоступы и сани-тобогган зимой, жили в куполообразных вигвамах, носили шкуры и изготовляли орудия из дерева, камня и кости. После контакта с европейцами кри развили обмен пушнины на железные изделия, ткани и другую промышленную продукцию.
Равнинные кри населяли северные регионы Великих равнин. Они могли быть потомками вытесненных на Великие равнины болотных кри либо племенами, ушедшими туда самостоятельно благодаря получению более высоких технологий; так или иначе, о «кри Равнин» сообщается уже в 1730-е годы. Как и у других индейцев прерий, их культура строилась вокруг охоты на бизонов и сбора диких съедобных растений. После контакта с европейцами равнинные кри, получившие в своё распоряжение лошадей и огнестрельное оружие, проявили себя как воинственные племена, организуя налёты и войны с соседними племенами. Их военная организация предусматривала объединение воинов из 12 различных племён, каждое из которых в мирное время возглавлял свой вождь. Религиозные обряды равнинных кри были тесно связаны как с охотой на бизонов, так и с войной. Среди таких обрядов, возникших у племён Великих равнин, но не у лесных кри, была Пляска Солнца. К концу 1800-х годов, однако, эпидемии (в том числе занесённой европейцами оспы), истребление бизоньих стад и государственная политика, направленная на отторжение индейских земель, привели к угасанию культуры равнинных кри. В третьей четверти XIX века равнинные кри, с исчезновением бизоньих стад теряющие средства к существованию, попытались отбить земли у племён черноногих, но в 1870 году потерпели окончательное поражение в битве при реке Белли. Поражением окончилось и восстание Луи Риэля в 1885 году, в котором равнинные кри приняли участие. Бывшие кочевые народы были переселены в резервации, где начали заниматься земледелием и скотоводством.
Процесс уничтожения традиционной культуры кри и других коренных народов Канады продолжило внедрение школ-интернатов, в которые принудительно забирали индейских детей с целью привития им «белой» культуры — в частности, в таких школах индейцам запрещали использовать их родной язык, за что наказывали. Польский автор Аркадий Фидлер причисляет к бедствиям, которые принёс белый человек индейцам кри, наряду с оспой, «повальный» алкоголизм, венерические болезни и туберкулёз; последний, по словам Фидлера, появился среди лесных кри залива Джеймс после того, как они сменили традиционную одежду из лосиных шкур на шерстяные ткани промышленного изготовления, хуже защищающие от стихий.
Начиная с 1970-х годов происходит рост роли кри в политических процессах Канады. Уже в это время кри залива Джеймс и Северного Квебека получили первые органы самоуправления (в том числе сформированную в 1978 году Региональную администрацию кри), после чего права этих органов регулярно расширяются. Представители отдельных племён ведут переговоры с федеральным и провинциальными правительствами Канады о правах на природные ресурсы, находящиеся на принадлежащих им землях; в Альберте племя лубиконов вело судебную тяжбу против правительства за долю в доходах от добычи природного газа. Кри играли важную роль в работе органов ООН — в частности, при выработке Декларации о правах коренных народов, принятой в 2007 году.

## Общество

### Экономика
Кри живут за счет охоты, собирательства и рыбалки. Летом они собираются в большие лагеря для общинных дел: заключения браков, распределения охотничьих угодий и т. д. Зимой они расходятся на охоту и действуют небольшими группами. Основными продуктами промысла являются лоси, бизоны, олени, рыба, различного рода меха и так далее (добыча и промысел зависит от проживания общины). Контактируя с приезжими французами и англичанами, развивалась система торговли и рыночных отношений; многие племена завязывали свое дальнейшее существование только на обмене товарами.

### Система управления и политика
Общество кри завязано на охоте и рыболовстве, и все последующие взаимоотношения внутри племени зависят от них.
Структура социальных отношений кри зависит от охоты и ловли в пределах определённой территории. Цель браков и союзов — создать новые производственные связи и вовлечь больше людей в общее производство. Главный замысел — единство людей, которые живут и работают вместе, все направлено на совместное производство и вовлечение большего количества сопроизводителей. Живут маленькими группами.
Основным сводом законов является Вахкохтовин (Wahkohtowin). Он обозначает взаимосвязанную природу отношений, сообществ и природных систем. Его буквальное значение — «родство», но слово часто используется для обозначения законов или кодексов поведения кри.
Единство и коллективизм — главные составляющие социума кри. Группы разделяются по количеству членов и производству чего-либо от бытовой (семьи), до братства, супружества и группировки.
Самым известным государственным образованием кри является Железная конфедерация, в которую помимо кри (равнинных и лесных) входили ирокезы, метисы, оджибве и другие. Альянс контролировал торговые пути продажи мехов, его представители охотились на бизонов, а их главными врагами, кроме колонистов, были сиу, шошоны, черноногие, кроу, шайенны. Вершины могущества союз достигал в первой половине XIX века.

### Религия
Представители народа кри исповедают католичество, англиканство, являются пятидесятниками, среди них сохранились и традиционные верования.
Вся система отношений включает в себя не только семью, но и союзы с природными и сверхъестественными сущностями. По верованиям кри, дух вещей един. Всё сообщество представляет собой «живой организм», где каждый «орган» выполняет свою функцию: разум — мыслит и находит пути решения проблем в племени, глаза — смотрят в будущее, сердце заведует здоровьем и благополучием, а душа — духовными практиками.
Главными у кри являются старейшины, выполняющие функции знахарей, шаманов, судей, духовных и обычных учителей, передающих знания предков.

#### Персонажи и существа мифологии
- Вендиго в Зимнем лесу. Почти все религиозные истории у кри рассказывались зимой.Весакечак (Wisakecahk) — культурный герой кри, про которого слагается множество историй различного содержания. Герой является трикстером, любящим подшутить над своими родственниками или природой, но отличается верностью. Весакечак имеет множества сходств с героями других алгонкинских племен: Глооскап (Glooskap) у вабанаков, Старик (Old Man) к черноногих и Манабожо (Manabozho) у анишинабе[15].
- Кисеманито (Kisemanito) — Создатель, Великий Дух. В фольклоре кри Кисеманито не имеет персонификации и человеческой формы.
- Витико (Witiko) — злой дух, аналогичный Виндиго. Чудовище имеет красные глаза, длинные жёлтые клыки и ростом чуть больше человека. Поедая людей и будучи постоянно голодным, превращает их в себе подобных.
- Мемеквесивы (Memekwesiw) — карлики или маленькие сущности, обитающие в реках. Если их уважать, то они становятся неопасными для человека, но очень любят разыгрывать людей и других существ.
- Аяс (Ayas) — эпический герой, побеждающий чудовищ и умеющий превращать людей в животных и наоборот. Стал виновником Мирового пожара (World Fire), из-за которого земля сгорела и переродилась вновь.
- Бабушка-Лисица (Grandmother Fox) — мудрец, появляющийся в виде старушки или лисы, покровительница мелких животных. Дала различные предметы силы и передала Аясу мудрость, приняв его за внука.
- Пиесив (Piyesiw) — бог-громовержец, аналог Громовой Птицы у западных и восточных кри. Могуществен, вызывает гром и молнию взмахами своих крыльев, но людей не беспокоит.

## Демография
Согласно данным Статистической службы Канады, в 2015 году в Канаде насчитывалось более чем 130 племён кри, к которым принадлежало, в общей сложности, порядка 317 тысяч человек, из которых 170 тысяч проживали в резервациях. На территории Саскачевана было зарегистрировано 115 тысяч кри, в Манитобе — 81 тысяча, в Альберте — 78 тысяч, в Онтарио — 25 тысяч, и в Квебеке — 18 тысяч кри. На территории штата Монтана в США в резервации Роки-Бой проживает около 2500 индейцев племени чиппева-кри.
Сами кри называют себя таким образом, только говоря по-английски, а в качестве самоназвания используют термин nehiyawak. Отдельными терминами paskwâwiyiniwak, sakâwiyiniwak, maskêkowiyiniwak и Eeyouch могут обозначаться четыре основных лингво-географических группы — равнинные кри, лесные кри, болотные кри и кри залива Джеймс. Кри залива Джеймс (или восточные кри) связаны как лингвистически, так и культурно с инну и обитающими в Квебеке атикамеками. Среди племён кри в западных провинциях Канады часто наблюдается смешанный этнический состав: в них входят представители народов оджибве (чиппева), чипевайанов, сото и ассинибойнов. Перепись населения Канады 2011 года показала, что 95 тысяч жителей Канады говорят на языке кри, и ещё 29 тысяч на таких родственных ему диалектах, как атикамек, инну-аймун, оджи-кри и мичиф.
- Группа индейцев кри
- Женщины и девочки кри
- Вождь кри
- Вождь кри
- Вождь кри
- Девушка кри (1928 г.)

## Известные представители
- Ирен Бедард — американская актриса кино, телевидения и озвучивания.
- Танту Кардинал — канадская актриса и кинорежиссер.
- Джонатан Чичу — канадский хоккеист, правый нападающий.
- Паундмейкер — вождь равнинных кри

Многие представители народа кри являются актёрами, певцами, хоккеистами, поэтами, писателями, правозащитниками и представителями творческой интеллигенции.